# Zhang Juanjuan

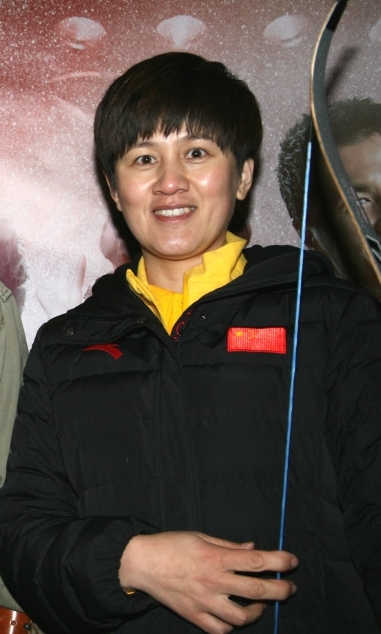
Zhang Juanjuan

Zhang Juanjuan, född 2 januari 1981, är en kinesisk idrottare som tog silver i bågskytte vid olympiska sommarspelen 2004. Vid olympiska sommarspelen 2008 tog hon ett silver och ett guld.

## Meriter

### Olympiska meriter

#### Olympiska sommarspelen 2008
| Namn                             | Gren         | Rankingrunda | Rankingrunda | 32-delsfinal               | 16-delsfinal            | 8-delsfinal                  | Kvartsfinal           | Semifinal                    | Final                   | Final  |
| Namn                             | Gren         | Poäng        | Seed         | Resultat                   | Resultat                | Resultat                     | Resultat              | Resultat                     | Resultat                | Plats  |
| -------------------------------- | ------------ | ------------ | ------------ | -------------------------- | ----------------------- | ---------------------------- | --------------------- | ---------------------------- | ----------------------- | ------ |
| Zhang Juanjuan                   | Individuellt | 635          | 27           | Berezhna UKR (38) W 109-97 | Yuan TPE (50) W 110-105 | Erdyniyeva RUS (11) W 110-98 | Joo KOR (3) W 106-101 | Yun KOR (50) W 115-109       | Park KOR (50) W 110-109 | Gold   |
| Zhang Juanjuan Chen Ling Guo Dan | Lag          | 1916         | 3            | N/A                        | N/A                     | Bye                          | Indien (6) W 211-206  | Storbritannien (2) W 208-202 | Sydkorea (1) L 215- 224 | Silver |